# Linia Wallace’a

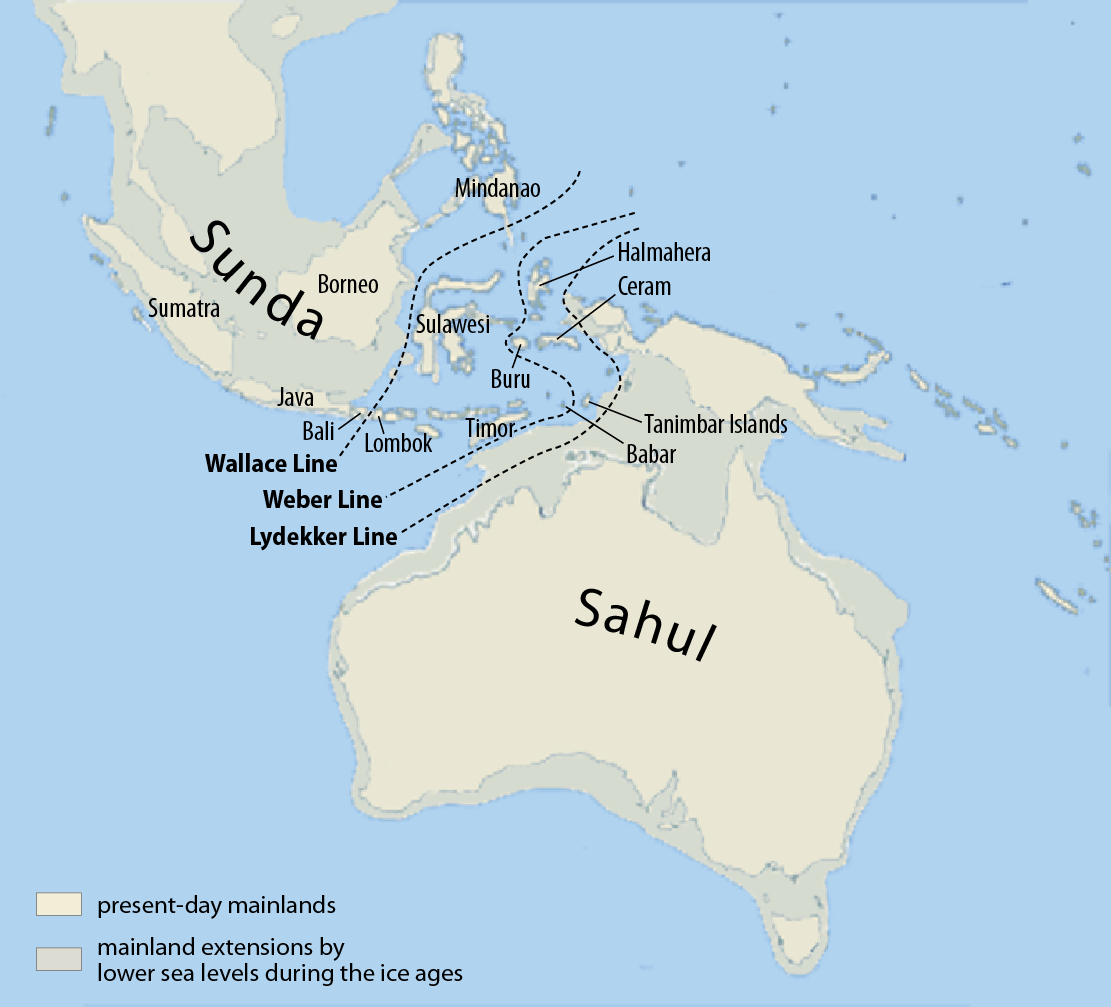
Przebieg linii Wallace’a, Lydekkera oraz Webera

Linia Wallace’a – hipotetyczna granica dzieląca australijską i orientalną krainę zoogeograficzną. Wyznaczył ją na podstawie obserwacji fauny wysp Archipelagu Sundajskiego angielski naturalista Alfred Russel Wallace w 1863 roku.
Podróżując po tamtejszych wyspach i zbierając okazy ssaków, ptaków, owadów i ślimaków, Wallace zauważył, że między wyspą Bali a sąsiednią, oddaloną zaledwie o kilkanaście kilometrów wyspą Lombok, istnieje ogromna różnica w faunie. Na Bali spotkał zwierzęta orientalne, na Lombok – charakterystyczne dla krainy australijskiej. Linia przebiega przez Archipelag Malajski pomiędzy Filipinami a Molukami, między Borneo a Celebesem i pomiędzy Bali (na zachodzie) a Lombok (na wschodzie).
Linia Wallace’a jest wschodnią granicą obszaru, który w plejstocenie (kiedy to poziom morza obniżył się znacząco i wiele wysp uzyskało stałe połączenie z kontynentem) stanowił jeden ląd wraz z Półwyspem Malajskim.
Z kolei w 1913 r. Lieven Ferdinand de Beaufort zaproponował linię, która wyznacza zachodnią granicę kontynentu australijskiego w plejstocenie. Pokrywa się ona z izobatą 200 m – granicą szelfu kontynentalnego Australii. Beaufort nazwał ją linią Lydekkera, na cześć angielskiego geologa, naturalisty i zoogeografa Richarda Lydekkera.
Poprowadzono również linię Webera będącą linią równowagi faunistycznej obu krain – stosunek liczby gatunków orientalnych i australijskich jest na niej równy.